# Antony Neate
Antony Neate – australijski aktor telewizyjny i filmowy. Jego pierwszą rolą był drobny epizod, w roku 1994 w serialu Halifax f.p.. Na dużym ekranie zadebiutował w 1996 roku w filmie Miłość i inne nieszczęścia. W 2002 roku zagrał w głośnym horrorze Królowa potępionych.

## Filmografia

### Filmy
- 1996: Miłość i inne nieszczęścia jako Tony
- 1998: Zbuntowany klon jako Laz
- 2002: Królowa potępionych jako Euro Trash Vampire
- 2004: Bad Eggs jako Hyett
- 2004: Wieczne zło jako tłusty facet

### Seriale
- 1994: Halifax f.p. jako bramkarz w klubie
- 1995: Sąsiedzi jako pastor Cornfoot
- 1996: Merkury. Po pierwsze - bezstonność jako Gliniarz
- 2003-2005: W pogoni za szczęściem jako Nicholas
- 2006: Marzenia i koszmary jako więzienny strażnik